# Floricomus pythonicus
Espèce
Floricomus pythonicus est une espèce d'araignées aranéomorphes de la famille des Linyphiidae.

## Distribution
Cette espèce est endémique de Floride aux États-Unis,.

## Publication originale
- Crosby & Bishop, 1925 : A new genus and two new species of spiders collected by Bufo quercicus (Holbrook). The Florida Entomologist, vol. 9, no 3, p. 33-36 (texte intégral).